# Râul Valea Muierii, Padina Dâncioarei
Râul Valea Muierii este un curs de apă, afluent al Padina Dâncioarei.